# زمین‌لرزه ۲۰۱۳ فیلیپین
زمین‌لرزه فیلیپین در تاریخ ۱۵ اکتبر ۲۰۱۳ میلادی، برابر با ‎۲۳ مهر ۱۳۹۲، به قدرت ۷.۲ ریشتر، ساعت 12:32 بوقت جهانی برابر ۸:۱۲ دقیقه صبح سه شنبه ۲۳ مهر به وقت محلی، در بخش مرکزی فلیپین فیلیپین رخ داد. این زمینلرزه در عمق ۵۶ کیلومتری جزیرۀ بوهول، که جزیره ای توریستی‌است، روی داد. مرکز زلزله در 629 کیلومتری مانیل قرار دارد. تعداد تلفات زمین لرزه امروز - سه شنبه - در فلیپین به حدود ۱۰۰ تن رسید. مرکز آن در ۳۳ کیلومتری جنوب شهر «کارمن» بوده است، باعث ویرانی تعداد زیادی از منازل مسکونی و جاده‌ها شده است.
این زمین‌لرزه در مختصات ۹°۵۱′۵۸″شمالی ۱۲۴°۰۰′۴۰″شرقی / ۹٫۸۶۶°شمالی ۱۲۴٫۰۱۱°شرقی اعلام شده‌است.